# SSAB

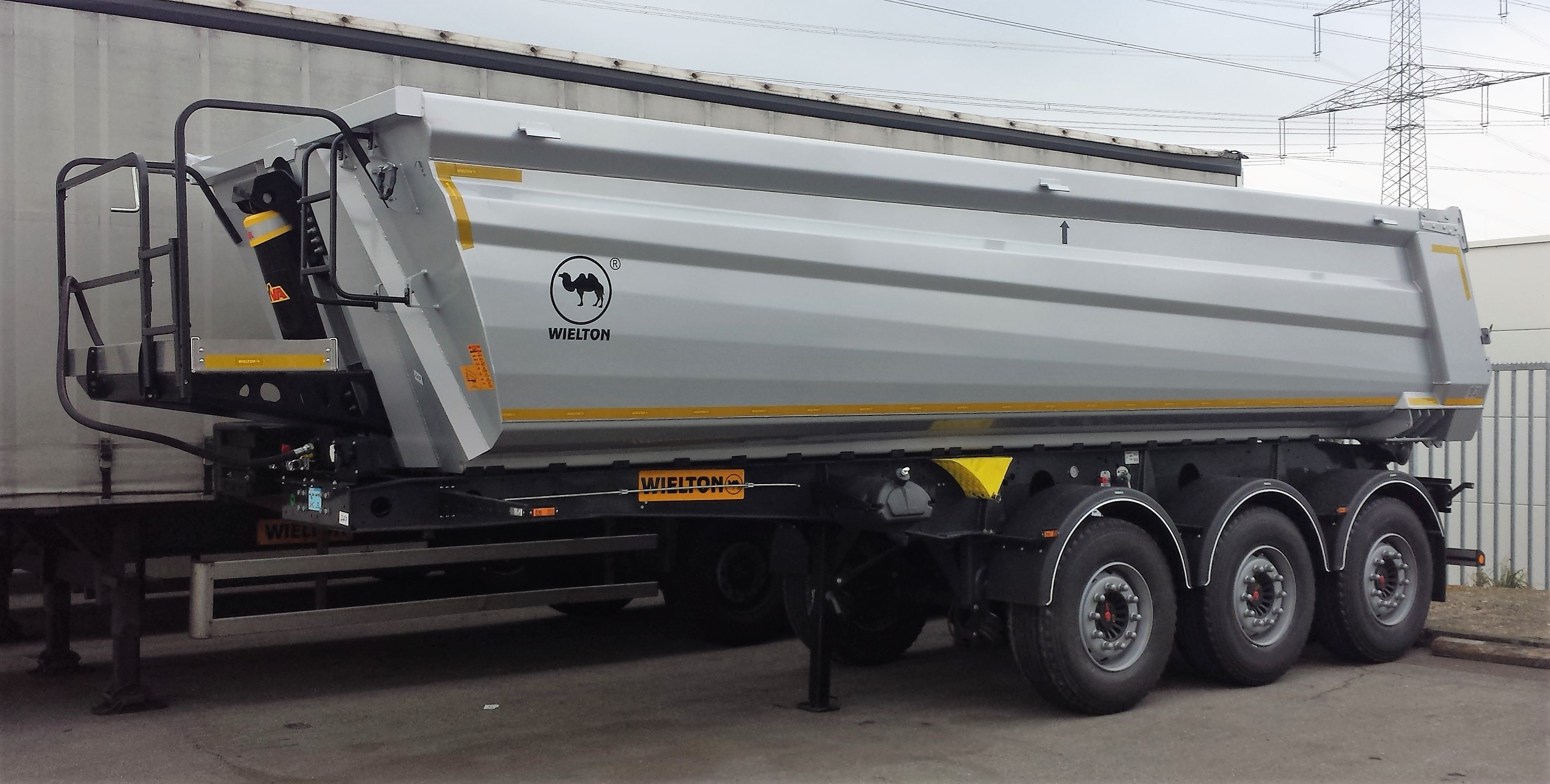
Ein Wielton-Kippsattelauflieger mit Halbrundmulde und Fahrgestell aus verarbeiteten Hardox-Schweiß-Blechen von SSAB

SSAB AB (Verkürzung des früheren Namens Svenskt Stål AB) ist ein schwedischer Stahlkonzern und zugleich Skandinaviens größter Produzent von un- und niedriglegierten Flachstählen. SSAB hat seinen Hauptsitz in Stockholm und Produktionsstätten in Oxelösund, Luleå, Borlänge, Finspång, Raahe, Hämeenlinna, Mobile (Alabama) und Montpelier (Iowa). 2007 produzierte SSAB ca. 7,7 Millionen Tonnen Rohstahl. Hochöfen stehen in Raahe, Luleå und Oxelösund. Die Hauptprodukte des Unternehmens sind Feinbleche, hergestellt von SSAB Tunnplåt in Borlänge und Luleå, und Grobbleche, hergestellt von SSAB Oxelösund. Weitere Tochtergesellschaften sind Dickson Plåt Service Center (Blechzuschnitt), Plannja (Baustahlprodukte) und Tibnor, SSABs Handelsfirma. Vorstandsvorsitzender und Konzernchef ist seit 2011 Martin Lindqvist.

## Geschichte

### Die Stahlkrise der 1970er Jahre
Die Stahlkrise der 1970er Jahre löste eine Umstrukturierung in der schwedischen Stahlindustrie aus. Domnarvets Järnverk hatte eine aufwändige Produktion mit einem weitgefächerten Produktspektrum und musste dringend neue Investitionen tätigen. Die staatliche Norrbottens Järnverk AB (NJA) bedurfte Modernisierungen und fuhr fortlaufend Verluste ein und die Gränges AB mit der Oxelösunds Järnverks AB war vom Konkurs bedroht. Die Eigentümer waren zu keinen weiteren Finanzhilfen bereit und so entschloss die damalige Regierung sich zum Eingreifen. Der so genannte Handelsstahlausschuss (Handelsstålsutredningen) wurde gegründet und mit der Aufgabe betraut, einen Plan für die notwendige Umstrukturierung der Branche zu entwickeln. Unter Leitung von Lars Nabseth kam der Ausschuss zu der Überzeugung, dass ein Zusammenschluss der Stahlunternehmen in ein staatliches Unternehmen die einzige Möglichkeit zur Rettung der Branche darstellte. Der Vorstandsvorsitzende der NJA, Björn Wahlström, bekam den Auftrag, mit den anderen Unternehmen Verhandlungen aufzunehmen.

### Unternehmensgründung
Nach einem Reichstagsbeschluss und langen Verhandlungen wurde Svenskt Stål-aktiebolag Ende 1977 gegründet und nahm am 1. Januar 1978 seinen Betrieb auf. In das Unternehmen gingen der Stahlbetrieb der Stora Kopparbergs Bergslags AB (Bergwerke und Eisenverarbeitung), die Gränges AB (Bergwerke, Eisenverarbeitung und Eisenbahnbetrieb) und die NJA (Eisenverarbeitung) ein. Beteiligt an dem neuen Gebilde waren die alten Eigentümer: mit 50 Prozent die staatliche Statföretag AB und mit je 25 Prozent Gränges und Stora Kopparberg. Zum Vorstandsvorsitzenden wurde Björn Wahlström bestellt. Zu diesem Zeitpunkt arbeiteten etwa 10.000 Angestellte und Arbeiter in dem neugegründeten Unternehmen. Die mitübernommenen Bergwerke, die meisten von ihnen im Bergslagen gelegen, wurden größtenteils innerhalb kurzer Zeit stillgelegt. Nur die zwei Bergwerke Grängesbergs und Dannemora wurden vorerst weiterbetrieben. Die Eisenbahngesellschaft TGOJ wurde in zwei Schritten 1982 und 1989 ausgegliedert.
In den Folgejahren fanden zahlreiche Umstrukturierungen und Werksschließungen statt. Investitionen konzentrierten sich auf die gewinnbringenden Produkte und die Orte mit den besten Voraussetzungen. 1982 gelangte das Unternehmen zum ersten Mal in die Gewinnzone. Die Anteile von Stora Kopparbergs und Gränges wurden 1981 bzw. 1986 zurückgekauft. 1986 wurde auch die Privatisierung eingeleitet, die 1989 zur Börsennotierung führte.
Mit dem Börsengang stellte sich das Unternehmen auch dem Wettbewerb ausländischer Konkurrenten. Als Voraussetzung dafür wurde eine Qualitätsverbesserung der Feinblechproduktion in Borlänge angesehen, um unter anderem die Automobilhersteller als Kunden zu behalten. Als Folge wurde in Borlänge Schwedens größte Investition in Industriegüter dieser Zeit getätigt, das so genannte Band 82.

### Gründung von SSAB Tunnplåt und SSAB Oxelösund
1987 wurde ein neuer Strategieplan erstellt, in dem die Konzentration auf die Herstellung von Feinblechen vereinbart wurde. Unrentable Produktionsstätten sollten so schnell wie möglich geschlossen und unrentable Produktlinien eingestellt werden. 1989 und 1992 wurden daraufhin die Bergwerke Grängesberg und Dannemore geschlossen, da man einen weiteren Preisverfall bei der Eisenerzgewinnung prognostizierte.
1988 wurde SSAB zu seiner heutigen Form als Mutterkonzern mit mehreren Tochterunternehmen umorganisiert. Um die Synergien aus Hüttenwesen und Feinblechherstellung zu nutzen, wurden die Werke in Borlänge und Luleå in der SSAB Tunnplåt AB zusammengefasst. Das Werk in Oxelösund wurde zur SSAB Oxelösund AB. Ein drittes Tochterunternehmen wurde mit SSAB Profiler gegründet, später jedoch an Ovako Steel verkauft. Aufgrund von Überkapazitäten wurde 1989 Domnarvets elektrostålverk geschlossen.
Gleichzeitig mit der Umorganisation wuchs der Stahlkonsum in Westeuropa und die Verknappung von Stahl ermöglichte Preiserhöhungen. Innerhalb eines Jahres verdreifachte sich dadurch der Konzerngewinn und in der Folge brachten die Eigentümer den Konzern an die Stockholmer Börse. Bis 1992 verkaufte der schwedische Staat seine verbleibenden Anteile an SSAB.

### Seit 2000
2008, als die Stahlpreise ihren Höhepunkt erreichten, verkaufte SSAB seine kanadische Tochtergesellschaft IPSCO für 4 Mrd. US-Dollar an Evraz (Stahlgeschäft) und TMK (Rohrgeschäft).
Im Januar 2014 kündigte SSAB an, das finnische Unternehmen Rautaruukki für umgerechnet 1,15 Mrd. EUR übernehmen zu wollen. Den Aktionären von Rautaruukki wurde angeboten ihre Aktien gegen ebensolche von SSAB einzutauschen. Am 15. Juli 2014 erfolgte die Zustimmung der Europäischen Kommission unter der Auflage einige Unternehmensbereiche zu veräußern und am 29. Juli 2014 wurde die Übernahme abgeschlossen. Seitdem werden die Aktien von SSAB als Zweitlisting auch an der Börse Helsinki gehandelt. Bis zum 20. November 2014 hatte SSAB alle Aktien von Rautaruukki erworben. Aus dem Aktientausch ergab sich, dass der dem finnischen Staat gehörende Konzern Solidum drittgrößter Eigentümer von SSAB wurde nach Industrivärden und LKAB.
Im Jahr 2017 startete SSAB zusammen mit dem Bergbauunternehmen LKAB und dem Energieversorger Vattenfall das Joint Venture Hybrit AB, das sich zum Ziel gesetzt hat, die Stahlproduktion emissionsfrei durchzuführen. Statt wie in der konventionellen Stahlherstellung mit Hilfe von Kohle Sauerstoff aus Eisenerz zu extrahieren und daraus Roheisen zu gewinnen, soll in dem neuartigen Verfahren Wasserstoff als Reduktionsmittel genutzt werden, wodurch als Nebenprodukt Wasserdampf statt Kohlendioxid entsteht. Das Verfahren wird in Schweden voraussichtlich ab 2025 einsatzbereit sein.

## Marken und Produkte
Zu den Marken von SSAB gehören:
- Hardox
- Strenx
- Docol
- GreenCoat
- Toolox
- Armox
- SSAB Boron
- SSAB Domex
- SSAB Form
- SSAB Laser
- SSAB Weathering
- SSAB Multisteel
- Hardox In My Body
- My Inner Strenx
- Hardox Wearparts

## Belege
1. ↑  Group Executive Committee
2. 1 2 3 4  Geschäftsbericht 2019 (PDF; 8,5 MB) SSAB, abgerufen am 27. Mai 2020
3. ↑  Anual Report 2007. (PDF; 5 MB)
4. ↑  Evraz to acquire IPSCO's Canadian plate and pipe business from SSAB for a net cost of $2.3 billion, 14. März 2008
5. ↑  Alex MacDonald: Evraz Mulls IPO of North American Unit. In: Wall Street Journal. 19. September 2014 (wsj.com).
6. ↑  Steelmaker SSAB to buy Nordic rival Rautaruukki for $1.6 billion, Reuters, 22. Januar 2014
7. ↑  Fusionskontrolle: Kommission gibt grünes Licht für Übernahme von Rautaruukki durch Konkurrenten SSAB unter Auflagen, Europäische Kommission, 15. Juli 2014
8. ↑  Ruukki & SSAB, ruukki.de, 30. Juli 2014
9. ↑  First trading day for SSAB shares on Nasdaq OMX Helsinki. SSAB, 1. August 2014
10. ↑  SSAB AB (PUBL) has obtained ownership of all the shares in Rautaruukki Corporation and the shares will be delisted. (Memento des Originals vom 24. September 2015 im Internet Archive)  Info: Der Archivlink wurde automatisch eingesetzt und noch nicht geprüft. Bitte prüfe Original- und Archivlink gemäß Anleitung und entferne dann diesen Hinweis. Rautaruukki Corporation Stock Exchange Release, 20. November 2014
11. ↑  Emissionsfreier Stahl aus Schweden. NZZ vom 5. November 2020
12. ↑  HYBRIT–Toward fossil-free steel production. Jernkontoret, 18. Juli 2021 (engl.)